# Ministri dello sport della Francia

## Elenco

### Quarta Repubblica
- Andrée Viénot (Sottosegretario di Stato per la gioventù e lo sport: 24 giugno 1946 - 22 gennaio 1947)
- Pierre Bourdan (Ministro della gioventù e dello sport: 22 gennaio – 22 ottobre 1947)
- André Morice (Segretario di Stato per la gioventù, lo sport e la formazione professionale: 11 settembre 1948 – 11 agosto 1951)
- Pierre Chevalier (Segretario di Stato per la gioventù, lo sport e la formazione professionale: 11 agosto – 12 agosto 1951)
- Claude Lemaître-Basset (Segretario di Stato per la gioventù, lo sport e la formazione professionale: 12 agosto 1951 – 20 gennaio 1952)
- Jean Masson (Segretario di Stato per la gioventù, lo sport e la formazione professionale: 20 gennaio 1952 – 28 giugno 1953)
- René Billères  (Ministro dell'educazione nazionale, glia affari giovanili e lo sport: 1º febbraio 1956 – 14 maggio 1958)

### Quinta Repubblica
| Ministro o segretario di Stato                                                                      | Ministro o segretario di Stato                                      | Incarico                                                                                | Ministro di vigilanza                                                       | Incarico                                                                           | Governo                                             | Inizio                          | Fine                            |
| Presidenza di Charles de Gaulle                                                                     | Presidenza di Charles de Gaulle                                     | Presidenza di Charles de Gaulle                                                         | Presidenza di Charles de Gaulle                                             | Presidenza di Charles de Gaulle                                                    | Presidenza di Charles de Gaulle                     | Presidenza di Charles de Gaulle | Presidenza di Charles de Gaulle |
| --------------------------------------------------------------------------------------------------- | ------------------------------------------------------------------- | --------------------------------------------------------------------------------------- | --------------------------------------------------------------------------- | ---------------------------------------------------------------------------------- | --------------------------------------------------- | ------------------------------- | ------------------------------- |
| |                                                                     | Alto commissario per la gioventù e lo sport                                             | Michel Debré (ad interim)                                                   | Ministro dell'educazione nazionale                                                 | Debré                                               | 23 dicembre 1959                | 15 gennaio 1960                 |
| | Louis Joxe                                                          | Alto commissario per la gioventù e lo sport                                             | Louis Joxe                                                                  | Ministro dell'educazione nazionale                                                 | Debré                                               | 15 gennaio 1960                 | 22 novembre 1960                |
| | Pierre Guillaumat (ad interim)                                      | Alto commissario per la gioventù e lo sport                                             | Lucien Paye                                                                 | Ministro dell'educazione nazionale                                                 | Debré                                               | 22 novembre 1960                | 20 febbraio 1961                |
| | Lucien Paye                                                         | Alto commissario per la gioventù e lo sport                                             | Lucien Paye                                                                 | Ministro dell'educazione nazionale                                                 | Debré                                               | 20 febbraio 1961                | 14 aprile 1962                  |
| | Pierre Sudreau                                                      | Alto commissario per la gioventù e lo sport                                             | Pierre Sudreau                                                              | Ministro dell'educazione nazionale                                                 | Pompidou I                                          | 15 aprile 1962                  | 15 ottobre 1962                 |
| | Louis Joxe (Ad innterim)                                            | Alto commissario per la gioventù e lo sport                                             | Pierre Sudreau                                                              | Ministro dell'educazione nazionale                                                 | Pompidou I                                          | 15 ottobre 1962                 | 28 novembre 1962                |
| | Christian Fouchet                                                   | Alto commissario per la gioventù e lo sport                                             | Christian Fouchet                                                           | Ministro dell'educazione nazionale                                                 | Pompidou II                                         | 6 dicembre 1962                 | 11 giugno 1963                  |
| Segretario di Stato per la gioventù e lo sport                                                      | Christian Fouchet                                                   | 11 giugno 1963                                                                          | Christian Fouchet                                                           | Ministro dell'educazione nazionale                                                 | Pompidou II                                         | 8 gennaio 1966                  |                                 |
| | François Missoffe                                                   | Ministro della gioventù e dello sport                                                   | Esercizio completo                                                          | Esercizio completo                                                                 | Pompidou III                                        | 8 gennaio 1966                  | 1° aprile 1967                  |
| Pompidou IV                                                                                         | François Missoffe                                                   | Ministro della gioventù e dello sport                                                   | Esercizio completo                                                          | Esercizio completo                                                                 | 7 aprile 1967                                       | 31 maggio 1968                  |                                 |
| Pompidou IV                                                                                         |                                                                     | Ministro della gioventù e dello sport                                                   | Esercizio completo                                                          | Esercizio completo                                                                 | Roland Nungesser                                    | 31 maggio 1968                  | 10 luglio 1968                  |
| | Joseph Comiti                                                       | Segretario di Stato per la gioventù e lo sport                                          | Maurice Couve de Murville                                                   | Primo ministro                                                                     | Couve de Murville                                   | 12 luglio 1968                  | 20 giugno 1969                  |
| Presidenza di Georges Pompidou                                                                      |                                                                     |                                                                                         |                                                                             |                                                                                    |                                                     |                                 |                                 |
| | Joseph Comiti                                                       | Segretario di Stato per la gioventù, lo sport e il tempo libero ·                       | Jacques Chaban-Delmas                                                       | Primo ministro                                                                     | Chaban-Delmas                                       | 30 giugno 1969                  | 5 luglio 1972                   |
| Pierre Messmer                                                                                      | Joseph Comiti                                                       | Segretario di Stato per la gioventù, lo sport e il tempo libero ·                       | Messmer I                                                                   | Primo ministro                                                                     | 6 luglio 1972                                       | 28 marzo 1973                   |                                 |
| Pierre Messmer                                                                                      |                                                                     | Segretario di Stato per la gioventù, lo sport e il tempo libero ·                       | Pierre Mazeaud                                                              | Primo ministro                                                                     | Messmer II                                          | 12 aprile 1973                  | 27 febbraio 1974                |
| Segretario di Stato per la gioventù e lo sport                                                      | Joseph Fontanet                                                     | Ministro dell'educazione nazionale                                                      | Pierre Mazeaud                                                              | Messmer III                                                                        | 1° marzo 1974                                       | 27 maggio 1974                  |                                 |
| Presidenza di Valéry Giscard d'Estaing                                                              |                                                                     |                                                                                         |                                                                             |                                                                                    |                                                     |                                 |                                 |
| | Pierre Mazeaud                                                      | Segretario di Stato per la gioventù e lo sport                                          | André Jarrot                                                                | Ministro della qualità della vita                                                  | Chirac I                                            | 8 giugno 1974                   | 25 agosto 1976                  |
| | Jean-Pierre Soisson                                                 | Segretario di Stato per la gioventù e lo sport                                          | Vincent Ansquer                                                             | Ministro della qualità della vita                                                  | Barre I                                             | 27 agosto 1976                  | 29 marzo 1977                   |
| Esercizio completo                                                                                  | Esercizio completo                                                  | Segretario di Stato per la gioventù e lo sport                                          | Barre II                                                                    | 1° aprile 1977                                                                     | 1° giugno 1977                                      |                                 |                                 |
| Esercizio completo                                                                                  | Esercizio completo                                                  | Segretario di Stato per la gioventù e lo sport                                          | Barre II                                                                    |                                                                                    | Paul Dijoud                                         | 8 giugno 1977                   | 31 marzo 1978                   |
| Esercizio completo                                                                                  | Esercizio completo                                                  |                                                                                         | Jean-Pierre Soisson                                                         | Segretario di Stato per la gioventù, lo sport e il tempo libero                    | Barre III                                           | 5 aprile 1978                   | 13 maggio 1981                  |
| Presidenza dei François Mitterrand                                                                  |                                                                     |                                                                                         |                                                                             |                                                                                    |                                                     |                                 |                                 |
| | Edwige Avice                                                        | Ministro delegato alla gioventù e allo sport                                            | André Henry                                                                 | Ministro del tempo libero                                                          | Mauroy I II                                         | 22 maggio 1981                  | 22 marzo 19983                  |
| Ministro delegato al tempo libero, alla gioventù e allo sport                                       | Edwige Avice                                                        | Esercizio completo                                                                      | Esercizio completo                                                          | Mauroy III                                                                         | 24 marzo 1983                                       | 17 luglio 1984                  |                                 |
| | Alain Calmat                                                        | Esercizio completo                                                                      | Esercizio completo                                                          | Ministro delegato alla gioventù e allo sport                                       | Fabius                                              | 23 luglio 1984                  | 20 marzo 1986                   |
| | Christian Bergelin                                                  | Segretario di Stato per la gioventù e lo sport                                          | Jacques Chirac                                                              | Primo ministro                                                                     | Chirac II                                           | 20 marzo 1986                   | 10 maggio 1988                  |
| | Roger Bambuck                                                       | Segretario di Stato per lo sport                                                        | Lionel Jospin                                                               | Ministro di Stato, ministro dell'educazione nazionale, della ricerca e dello sport | Rocard I                                            | 13 maggio 1988                  | 23 giugno 1988                  |
| Segretario di Stato per la gioventù e lo sport                                                      | Roger Bambuck                                                       | Ministro di Stato, ministro dell'educazione nazionale, della gioventù e dello sport     | Lionel Jospin                                                               | Rocard II                                                                          | 28 giugno 1988                                      | 15 maggio 1991                  |                                 |
| | Frédérique Bredin                                                   | Ministro della gioventù e dello sport                                                   | Esercizio completo                                                          | Esercizio completo                                                                 | Cresson Bérégovoy                                   | 16 maggio 1991                  | 29 marzo 1993                   |
| | Michèle Alliot-Marie                                                | Ministro della gioventù e dello sport                                                   | Esercizio completo                                                          | Esercizio completo                                                                 | Balladur                                            | 30 marzo 1993                   | 11 maggio 1995                  |
| Presidenza di Jacques Chirac                                                                        |                                                                     |                                                                                         |                                                                             |                                                                                    |                                                     |                                 |                                 |
| | Guy Drut                                                            | Ministro della gioventù e dello sport                                                   | Esercizio completo                                                          | Esercizio completo                                                                 | Juppé I                                             | 18 maggio 1995                  | 7 novembre 1995                 |
| Ministro delegato alla gioventù e allo sport                                                        | Guy Drut                                                            | Alain Juppé                                                                             | Primo ministro                                                              | Juppé II                                                                           | 7 novembre 1995                                     | 2 giugno 1997                   |                                 |
| | Marie-George Buffet                                                 | Ministro della gioventù e dello sport                                                   | Esercizio completo                                                          | Esercizio completo                                                                 | Jospin                                              | 4 giugno 1997                   | 6 maggio 2002                   |
| | Jean-François Lamour                                                | Ministro dello sport                                                                    | Esercizio completo                                                          | Esercizio completo                                                                 | Raffarin I II                                       | 7 maggio 2002                   | 30 marzo 2004                   |
| Ministro della gioventù, dello sport e della vita comunitaria                                       | Jean-François Lamour                                                | Raffarin III Villepin                                                                   | Esercizio completo                                                          | Esercizio completo                                                                 | 31 marzo 2004                                       | 15 maggio 2007                  |                                 |
| Presidenza di Nicolas Sarkozy                                                                       |                                                                     |                                                                                         |                                                                             |                                                                                    |                                                     |                                 |                                 |
| | Roselyne Bachelot                                                   | Ministro della salute, della gioventù e dello sport                                     | Esercizio completo                                                          | Esercizio completo                                                                 | Fillon I                                            | 18 maggio 2007                  | 18 giugno 2007                  |
| Fillon II                                                                                           | Roselyne Bachelot                                                   | Ministro della salute, della gioventù e dello sport                                     | Esercizio completo                                                          | Esercizio completo                                                                 | 19 giugno 2007                                      | 20 ottobre 2007                 |                                 |
| Fillon II                                                                                           |                                                                     | Bernard Laporte                                                                         | Segretario di Stato per lo sport                                            | Roselyne Bachelot                                                                  | Ministro della salute, della gioventù e dello sport | 20 ottobre 2007                 | 18 marzo 2008                   |
| Fillon II                                                                                           | Segretario di Stato per lo sport, la gioventù e la vita comunitaria | Bernard Laporte                                                                         | Ministro della salute, della gioventù, dello sport e della vita comunitaria | Roselyne Bachelot                                                                  | 18 marzo 2008                                       | 12 gennaio 2009                 |                                 |
| Fillon II                                                                                           | Segretario di Stato per lo sport                                    | Bernard Laporte                                                                         | Ministro della salute e dello sport                                         | Roselyne Bachelot                                                                  | 12 gennaio 2009                                     | 23 giugno 2009                  |                                 |
| Fillon II                                                                                           | Segretario di Stato per lo sport                                    |                                                                                         | Ministro della salute e dello sport                                         | Roselyne Bachelot                                                                  | Rama Yade                                           | 23 giugno 2009                  | 13 novembre 2010                |
| | Chantal Jouanno                                                     | Ministro dello sport                                                                    | Esercizio completo                                                          | Esercizio completo                                                                 | Fillon III                                          | 14 novembre 2010                | 26 settembre 2011               |
| | David Douillet                                                      | Ministro dello sport                                                                    | Esercizio completo                                                          | Esercizio completo                                                                 | Fillon III                                          | 26 settembre 2011               | 10 maggio 2012                  |
| Presidenza di François Hollande                                                                     |                                                                     |                                                                                         |                                                                             |                                                                                    |                                                     |                                 |                                 |
| | Valérie Fourneyron                                                  | Ministro dello sport, della gioventù, dell'educazione popolare e della vita comunitaria | Esercizio completo                                                          | Esercizio completo                                                                 | Ayrault I II                                        | 16 maggio 2012                  | 31 marzo 2014                   |
| | Thierry Braillard                                                   | Segretario di Stato per lo sport                                                        | Najat Vallaud-Belkacem                                                      | Ministro per i diritti delle donne, della città, della gioventù e dello sport      | Valls I                                             | 2 aprile 2014                   | 25 agosto 2014                  |
| Patrick Kanner                                                                                      | Thierry Braillard                                                   | Segretario di Stato per lo sport                                                        | Ministro della città, della gioventù e dello sport                          | Valls II                                                                           | 26 agosto 2014                                      | 6 dicembre 2016                 |                                 |
| Patrick Kanner                                                                                      | Thierry Braillard                                                   | Segretario di Stato per lo sport                                                        | Ministro della città, della gioventù e dello sport                          | Cazeneuve                                                                          | 6 dicembre 2016                                     | 10 maggio 2017                  |                                 |
| Presidenza di Emmanuel Macron                                                                       |                                                                     |                                                                                         |                                                                             |                                                                                    |                                                     |                                 |                                 |
| | Laura Flessel                                                       | Ministro dello sport                                                                    | Esercizio completo                                                          | Esercizio completo                                                                 | Philippe I II                                       | 15 maggio 2017                  | 4 settembre 2018                |
| | Roxana Maracineanu                                                  | Ministro dello sport                                                                    | Esercizio completo                                                          | Esercizio completo                                                                 | Philippe II                                         | 4 settembre 2018                | 3 luglio 2020                   |
| Ministro responsabile dello sport                                                                   | Roxana Maracineanu                                                  | Jean-Michel Blanquer                                                                    | Ministro dell'educazione nazionale, della gioventù e dello sport            | Castex                                                                             | 6 luglio 2020                                       | 20 maggio 20222                 |                                 |
| | Amélie Oudéa-Castéra                                                | Ministro dello sport e dei giochi olimpici e paraolimpici                               | Esercizio completo                                                          | Esercizio completo                                                                 | Borne                                               | 20 maggio 2022                  | 9 gennaio 2024                  |
| Ministro dell'educazione nazionale, della gioventù, dello sport e dei giochi olimpici e paralimpici | Amélie Oudéa-Castéra                                                | Attal                                                                                   | Esercizio completo                                                          | Esercizio completo                                                                 | 11 gennaio 2024                                     | 8 febbraio 2024                 |                                 |
| Ministro dello sport e dei giochi olimpici e paralimpici                                            | Amélie Oudéa-Castéra                                                | Attal                                                                                   | Esercizio completo                                                          | Esercizio completo                                                                 | 8 febbraio 2024                                     | 21 settembre 2024               |                                 |
| | Gil Avérous                                                         | Ministro dello sport, della gioventù e della vita comunitaria                           | Esercizio completo                                                          | Esercizio completo                                                                 | Barnier                                             | 21 settembre 2024               | 23 dicembre 2024                |
| | Marie Barsacq                                                       | Ministro dello sport, della gioventù e della vita comunitaria                           | Esercizio completo                                                          | Esercizio completo                                                                 | Bayrou                                              | 23 dicembre 2024                | in carica                       |